# Junkers Ju 85
El Junkers Ju 85 fue un avión de combate táctico diseñado por la compañía aeronáutica alemana Junkers Flugzeug- und Motorenwerke AG a mediados o finales de la década de 1930. Originalmente fue diseñado como un destructor de bombarderos de múltiples funciones, pero perdió frente al Messerschmitt Bf 110 y, a fines de la década de 1930, fue rediseñado como un bombardero estratégico en competencia con el Heinkel He 177.

## Diseño y desarrollo
A mediados de la década de 1930, Junkers propuso el Ju 85 (probablemente designado EF 56 por la compañía) como un destructor de bombarderos multifunción con armamento reducido basado en una única mitragliatrice MG 15 de calibre 7,92 mm. , el armamento defensivo estándar en los aviones suministrados a la Luftwaffe montado sobre un soporte brandeggiabile y compañero de la munición Mauser de 7,92 × 57 mm. El diseño inicial del Ju 85 (Ju 85A) probablemente se presentó para el requisito de destructor de bombarderos de 1934 del RLM, que finalmente fue ganado por el Messerschmitt Bf 110. Después de ser rechazado a favor del Bf 110, el diseño del Ju 85 fue revisado para el 1937 La competencia Fernbomber y el Ju 85B se diferenciaron, más que por el equipamiento defensivo basado en cuatro mitragliatrici del mismo tipo, por la adopción de un fuselaje modificado que integraba una cabina con tettuccio similar a la adoptada por los posteriores Junkers Ju 188. Sin embargo, Heinkel El He 177 fue seleccionado sobre el Ju 85B y el Messerschmitt Bf 165, por lo que el Ju 85B no se construyó.

## Versiones
Ju 85 A
versión armada con una única mitragliatrice MG 15 calibre 7,92 mm.
Ju 85 B
versión dotada de una nariz de diverso dibujo que incorporaba una cabina de pilotaggio parecida a aquella del subsiguiente Junkers Ju 188 y armada con cuatro mitragliatrici MG 15.